# Raimon Martínez Fraile
Raimon Martínez Fraile (San Cristóbal de la Polantera, 14 d'abril de 1947 - Barcelona, 29 de juny de 2015) va ser un polític català, militant del Partit dels Socialistes de Catalunya (PSC-PSOE).

## Biografia
Martínez Fraile va arribar a Catalunya procedent de la localitat lleonesa de San Cristóbal de la Polantera quan encara no tenia tres anys. Va ingressar al PSC procedent del Reagrupament, la minoritària de les tres forces que el 1978 van convergir. Llicenciat en Filosofia i Lletres, especialitzat en Història Contemporània, per la Universitat de Barcelona i diplomat en Direcció d'Empreses per ESADE, va ser escollit regidor de Barcelona el 1979 en la candidatura de l'alcalde Narcís Serra. Amb la marxa de l'alcalde a l'executiu espanyol de Felipe González, Martínez Fraile formà part d'un grup de militants partidaris de nomenar Mercè Sala com a successora de Serra, en comptes de Pasqual Maragall. Després de les eleccions municipals, va integrar-se a l'Ajuntament de Barcelona en els anys de govern municipal de Maragall, sent tinent alcalde del consistori i membre del consell i del comitè rector dels Jocs de Barcelona'92. L'any 1987, fruit de les discrepàncies amb Maragall, fou degradat de tercer tinent alcalde a responsable de cultura. Algunes de les diferències més sonades foren respecte al pes de la ja desapareguda Corporació Metropolitana de Barcelona, la creació de plataformes i organitzacions d'acció política al marge de l'estructura del partit i la política d'habitatge sobre Ciutat Vella. En aquest darrer punt, considerava que el pla de reforma només provocaria el desallotjament dels més desafavorits per entregar els pisos, un cop rehabilitats, a les classes mitjanes. L'octubre de 1988, va dimitir i va integrar-se al sector privat i a Renfe, sent durant un temps, director de Turisme de Barcelona. Deu anys més tard, va anunciar que disputaria amb Joan Clos les primàries del PSC a l'alcaldia de Barcelona, però finalment va retirar la seva candidatura perquè entenia que seria utilitzada per Convergència i Unió (CiU) per debilitar el partit socialista. Fou elegit diputat per la província de Barcelona a les eleccions generals espanyoles de 2000 i uns quants mesos després va deixar l'escó per la direcció del grup hoteler de Joan Gaspart i Solves. Fou substituït en l'escó per Jordi Pedret i Grenzner.

### Delegat de la Generalitat a Madrid (2006-2007)
Amb l'arribada de José Montilla a la presidència de la Generalitat de Catalunya, va esdevenir a partir del 27 desembre de 2006 el nou delegat del Govern a Madrid. Després que Maragall ratifiqués, en un acte celebrat el 5 de maig de 2007 a Nova York, que l'esforç per reeditar l'Estatut d'autonomia no va valer la pena, fent al·lusió al difícil encaix de les relacions Catalunya-Espanya, Martínez Fraile va respondre a les seves paraules de forma polèmica. El 8 de maig, va declarar a Radio 4 que: «Una persona que diu aquestes coses està una mica malalta, i per això prefereixo no fer comentaris. Humanament no puc entendre que una persona digui aquestes coses si no és que es troba en una situació no gaire adequada físicament i psicològicament». Així que van transcendir les declaracions, Montilla li va trucar per instar-lo a rectificar immediatament, de manera que va demanar disculpes assegurant que no tenia la intenció «de fer cap referència despectiva». L'endemà, Martínez Fraile va presentar la seva dimissió «a petició pròpia» i el consell de govern la va aprovar a primera hora del dia. El cessament fou recollit en el DOGC, butlletí oficial de la Generalitat de Catalunya, el 10 de maig de 2007. José Ignacio Cuervo, fins al moment regidor de Barcelona, el substituï en el càrrec després de ser ratificat el 12 de juny pel consell executiu. Poc després fou contractat com a assessor d'AC Hotels.